# Gazella cuvieri
Gazelle de Cuvier
Répartition géographique
Espèce
Statut de conservation UICN

 VU  : Vulnérable
Statut CITES
Gazella cuvieri ou gazelle de Cuvier est une espèce de gazelles d'Afrique du Nord et du Sahara. Son nom lui a été donné en hommage au scientifique Georges Cuvier.

## Morphologie

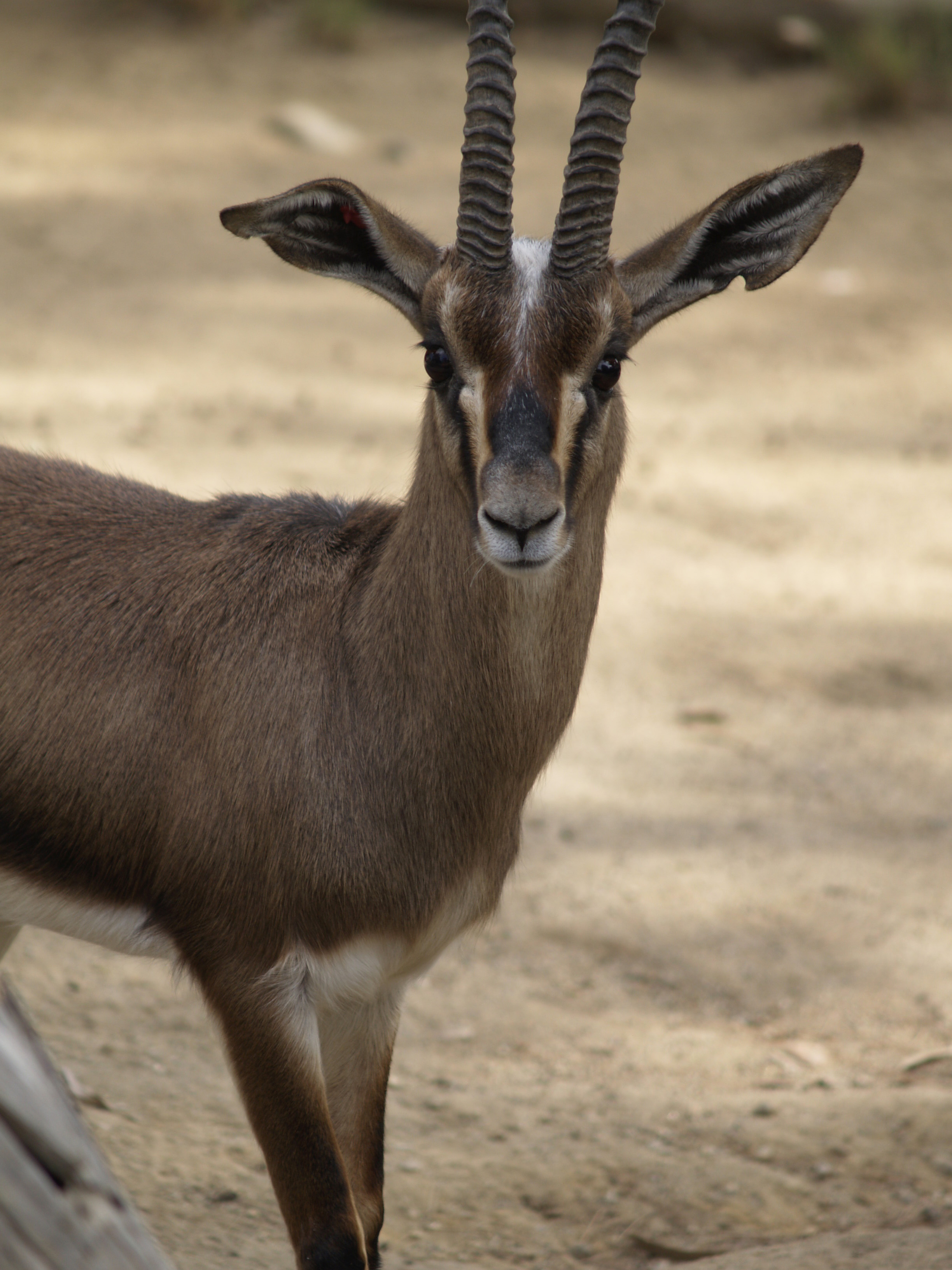
Gazelle de Cuvier mâle en captivité

La gazelle de Cuvier a un corps d'une longueur de 95 à 115 cm, avec des cornes de 25 à 33 cm et une queue de 10 à 15 cm. La hauteur au garrot des individus est de 60 à 70 cm pour une masse adulte de 15 à 35 kg.

## Comportement
La gazelle de Cuvier vit en petits groupes de trois à cinq individus, parfois jusqu'à huit, de femelles et de jeunes. Les jeunes mâles sont exclus du groupe et vivent en bandes. Les mâles adultes sont territoriaux. Chacun vit dans son territoire qu'il défend contre les autres mâles.
La gestation de l'espèce dure cinq à six mois aboutissant à des portées – une à deux par an – d'un seul jeune ou parfois des jumeaux. En liberté la gazelle de Cuvier a une longévité moyenne de douze ans pouvant aller jusqu'à quinze ans en captivité

## Répartition
La gazelle de Cuvier est présente actuellement au Maroc, en Tunisie et dans le nord de l'Algérie, originaire d'Afrique du Nord, de la région de l'Atlas, elle a une aire de distribution assez diversifiée puisqu'elle peut aussi bien fréquenter des zones de forêts claires méditerranéenne et montagneuses allant jusqu'à 2 600 mètres d'altitude que des milieux ouverts arides et désertiques.

## Régime alimentaire
La gazelle de Cuvier se nourrit de jeunes pousses d'alfa (Stipa tenacissima), de plantes herbacées ou du feuillage de buissons, selon le milieu ou la saison.

## Prédateurs
Les prédateurs classiques de la gazelle de Cuvier sont le guépard et l'homme. Extrêmement rapide à la course elle peut atteindre une vitesse de 30 à 40 km/h en endurance et foncer à 70 km/h en pointe. Elle peut aussi faire des bonds de deux mètres de haut à la verticale pour échapper à ses prédateurs.

## Captivité
Peu répandu, mais elle existe dans certains zoos, notamment la Réserve Africaine de Sigean, située dans le sud de la France, présente un groupe reproducteur dans un enclos du "parc à pied" et un groupe de mâles célibataires dans la "réserve" (savane 3) sur 5 hectares en cohabitation avec des ânes de Somalie et des phacochères. Le groupe reproducteur de La Réserve Africaine de Sigean a eu 6 petits en 2017 et 5 petits en 2019.
Un programme espagnol de reproduction en captivité des gazelles de Cuvier à partir de 43 animaux d'Alméria et des iles Canaries a permis l'élaboration d'un stock de départ avec une diversité génétique suffisante pour permettre en 2016, un programme de réintroduction de 60 individus en Tunisie dans le parc national de Jebel Serj qui se multiplient depuis avec succès.

## Statut
La gazelle de Cuvier est rare, en danger selon l'UICN ; sa population est estimée a 2 500 individus.